# Annolied

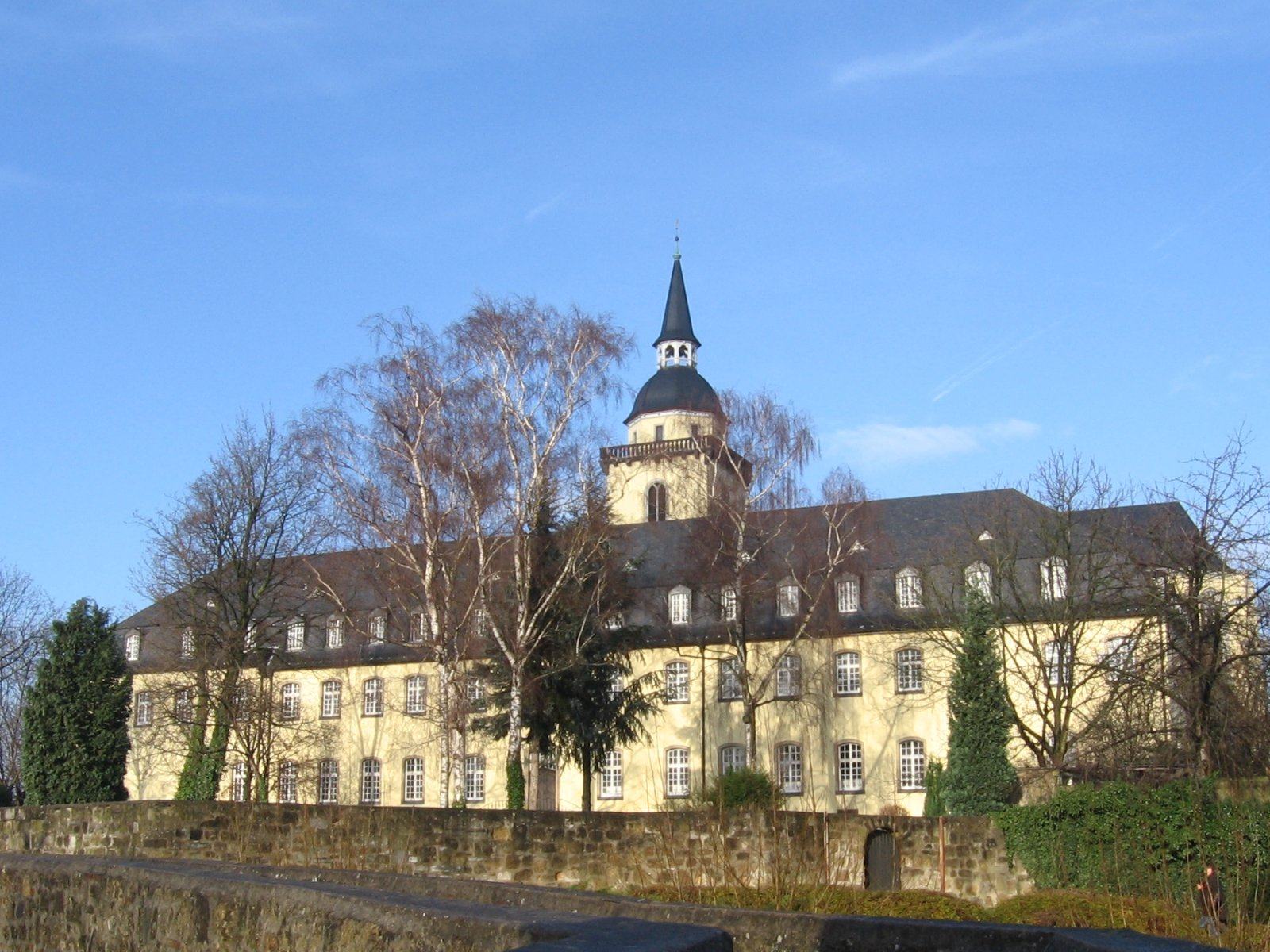
Abadía de Michaelsberg en Sigburgo, Alemania, fundada por San Anón de Colonia, y también donde se escribió el Annolied.

El Annolied (el Cantar de Anno o el Canto de san Anón) es una obra en pareados en alto alemán medio por un monje de la abadía de Sigburgo. Fue compuesta entre 1077 y 1081. 

## Datación
El manuscrito original se ha perdido, pero se conserva la edición que hizo del poema el poeta y erudito barroco Martin Opitz en 1639. Uno de los datos que permiten su datación es la mención de Maguncia como lugar de una coronación. Los reyes de Alemania se hacían coronar habitualmente en Aquisgrán, por lo que al nombrar Maguncia hace que lo más probable es que se refiera a la coronación de Rodolfo de Rheinfelden en 1077 or la del emperador Enrique V en 1106.

## Contenido
El Annolied es encomio del arzobispo y príncipe elector de Colonia Anón II (d. 1075), posteriormente canonizado como san Anón,  que fue fundador de la abadía de Sigburgo.
El poema consta de tres partes, la historia religiosa o espiritual del mundo y su salvación, desde la creación hasta los tiempos de Anón II; la historia secular del mundo hasta la fundación de las ciudades Germánicas (incluyendo la teoría de los imperios del mundo derivada de su visión del libro de Daniel, y finalmente el Vita Annonis, o biografía del obispo Anón II.
Una reciente interpretación (Dunphy, Herweg) contempla esta estructura triple en el contexto de las advertencias del poeta en el prólogo en el sentido de que expone que Dios creó dos mundos, uno espiritual y otro terrenal, y que mezcló ambos para crear al primer humano, quien, al participar de ambos, constituyó un "tercer mundo". El poema describe la historia espiritual y secular y finalmente muestra que ambas culminan en la biografía del hombre en torno al cual gira la historia. 
Partes del Annolied fueron más tarde incorporadas a la Kaiserchronik y se suele considerar a ambas obras en conjunto.

## Ediciones
- Roediger, Max (ed.), 1895. Das Annolied; = MGH, Deutsche Chroniken I, 2. Berlín - Edición crítica.
- Dunphy, Graeme (ed.) 2003. Opitz's Anno: The Middle High German Annolied in the 1639 Edition of Martin Opitz.  Scottish Papers in Germanic Studies, Glasgow. -Edición diplomática con traducción al inglés